# 稲田醍伊祐
稲田 醍伊祐（いなだ だいすけ、本名：稲田 大祐（読み同じ）、1964年 - ）は、日本の版画家、教育者、相模女子大学学芸学部子ども教育学科教授。
東京都町田市出身。成城学園中学校、成城学園高等学校卒、多摩美術大学卒、同大学院修了、オーストラリア・RMIT大学修了。特定NPO法人ガリレオ工房講師。
石版画、インスタレーションアート、科学工作の開発で活躍。公立中学校で非常勤講師を2年、昭和女子大学附属昭和小学校図画工作専科教諭を14年、同時に附属幼稚園で13年絵画工作指導。渡豪し2つ目の修士号を取得。帰国後、昭和女子大学人間社会学部初等教育学科、米ペンシルベニア州立テンプル大学ジャパンキャンパスアート学科で非常勤講師を務めた。
版画家稲田年行の息子、哲学者純丘曜彰の弟、建築家稲田尚之の甥。

## 著書
- 工作・実験キットブック, 永岡書店, 2011.6
- 小学生の夏休み自由研究, 永岡書店, 2011.6
- ガリレオ工房の科学マジック, 新星出版社, 2011.6
- 磁石で動くおもしろおもちゃ, PHP研究所, 2010.6
- 石版画印刷の印刷工程, Komori Corporation, 2007.5
- 稻田醍伊祐 版画展カタログ, Daisuke Inada Print Art Studio, 2007.3
- 保育と道徳 ‐道徳性の芽生えをいかにはぐぐむか‐, 保育出版社, 2006.4

## 作品発表
- ISEA2011 International 'PRINT - Pacific Rim Meets Istanbul' Exhibition (トルコ サバンチ大学）
- Tokyo Book Art Week 2011（テンプル大学ジャパンキャンパス）
- Pacific Rim International Print Exhibition（2008、2010、ニュージーランド カンタベリー大学）
- 第20回東急ハンズ大賞作品入選（2007 東京）
- 個展 稻田 醍伊祐版画展「Time Slips」（2007東京）
- 第1回 Barker-Rance現代美術展入選（2005オーストラリア メルボルン）
- 米国ミネソタ大学研修学生対象ゲスト講師、国際教育交換協議会（CIEE）、上智大学四谷キャンパス、2013.3
- 米国国防総省教育本部太平洋地区（DODEA Pacific）高校生対象 美術ワークショップ講師、DODEA Pacific 、テンプル大学 ジャパンキャンパス、2012.12
- 親子で学ぶサイエンスサッカースクール in 熊本 科学実験プログラム講師、東京エレクトロン、企画制作：NHKエデュケーショナル、NPO法人ガリレオ工房、熊本県民総合運動公園いこいの広場、2012.10
- ガリレオ工房科学実験教室講師、「紙に塗って、描いて、アートで科学マジックに挑戦！」、東芝科学館、東芝科学館（川崎）、2012.9
- e.c.o.体験フェスティバル「稲田先生と東大生（CAST）の科学教室」、横浜市青葉公会堂、横浜市青葉公会堂、2012.9
- 2012年ハチラボ講座（小学生科学）なるほど実験教室講師、『光と影で遊ぼう！』、渋谷区教育委員会、こども科学センター・ハチラボ 渋谷区、2012.9